# ألفا روميو جوليا تي زد
ألفا روميو جوليا تي زد (بالإنجليزية: Alfa Romeo Giulia TZ) هي سيارة تم تصنيعها من قبل شركة ألفا روميو للسيارات الإيطالية.